# Wolfgang Hesoun

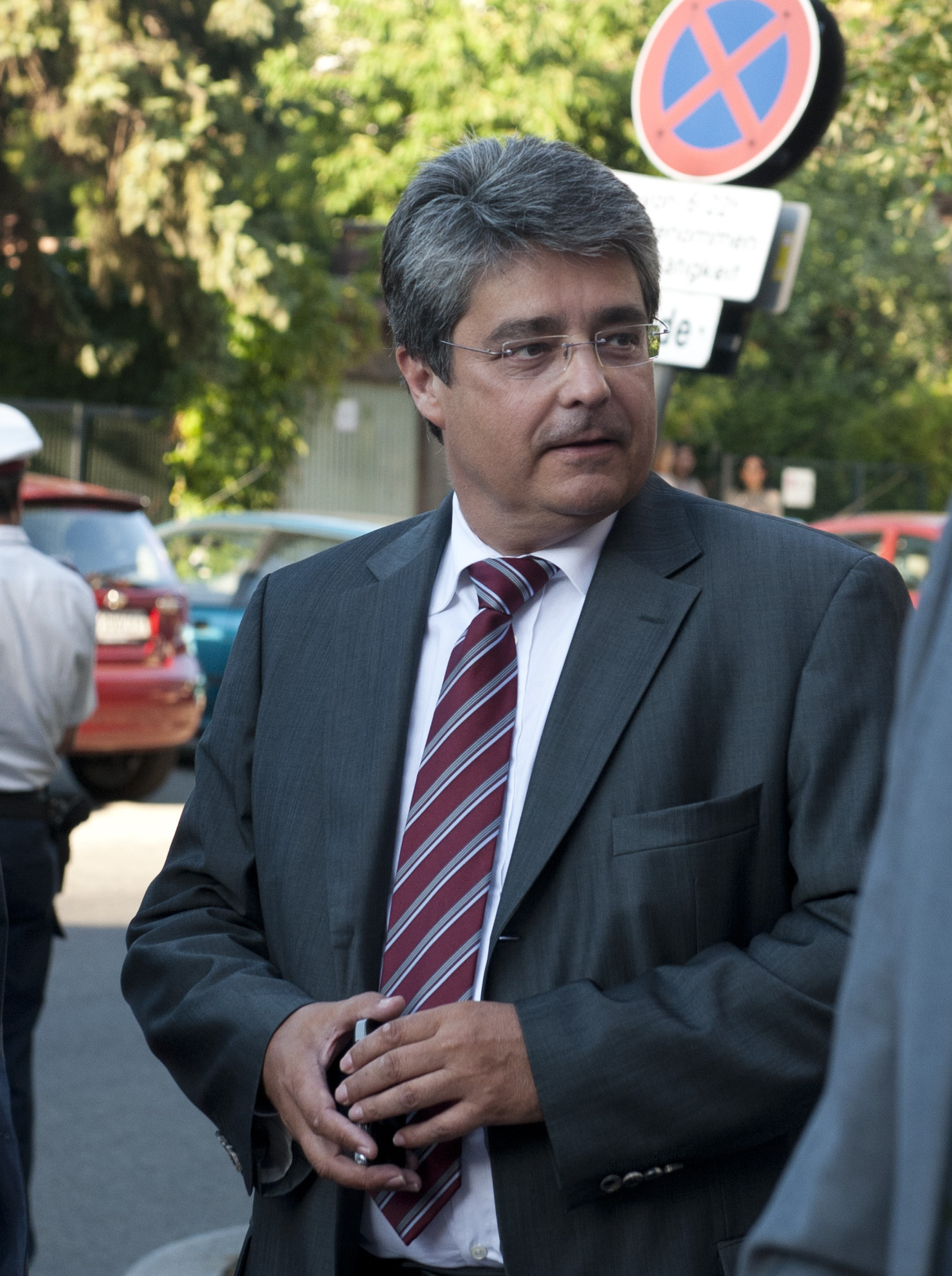
Wolfgang Hesoun (2011)

Wolfgang Hesoun (* 15. Februar 1960 in Mödling) ist ein österreichischer Manager und Generaldirektor der Siemens AG, Österreich.

## Karriere
Nach der HTL-Matura übte Hesoun ab 1982 mehrere Tätigkeiten bei der Kraftwerks-Union (Siemens), der Donaukraftwerke AG und der Generalunternehmerplanung des Baukonzerns Porr aus.
Im Jahr 1989 wurde Hesoun Assistent der Geschäftsleitung der Umwelttechnik AG. Daraufhin wurde er 1993 im Beteiligungsmanagement der Porr Umwelttechnik AG tätig. 
1994 wechselte er in den Vorstand der Wibeba Umwelt AG sowie ein Jahr später, im Jahr 1995, in den Vorstand der Porr Umwelttechnik AG. 1998 wurde Hesoun dann Vorstandsvorsitzender der Porr Umwelttechnik AG. Es folgte im Jahr 1999 der Eintritt in den Vorstand der Porr Technobau und Umwelt AG und im Jahr 2003 in den Vorstand der Porr AG.
2004 wurde Hesoun Generaldirektor-Stellvertreter der Porr AG sowie 2007 Generaldirektor der Porr AG. Seit 2010 ist Hesoun Generaldirektor der Siemens AG, Österreich. Im Juli 2019 wurde Hesoun neuer Obmann des Fachverbands der Elektro- und Elektronikenergie in der Wirtschaftskammer Österreich und löste damit nach neun Jahren Brigitte Ederer als Obfrau des Verbandes ab.
Vom Industriemagazin wurde er 2020 auf der Liste der einflussreichsten österreichischen Manager auf Platz eins gereiht. Im Dezember des gleichen Jahres bestellte man ihn zum Aufsichtsratsvorsitzenden der Casinos Austria AG.
2022 folgte er Richard Schenz als er Vizepräsident der Wirtschaftskammer Österreich (WKO) nach. Anfang Februar 2023 wurde Patricia Neumann vom Aufsichtsrat zu seiner Nachfolgerin als Vorstandsvorsitzende der Siemens AG Österreich ab dem 1. Mai 2023 gewählt.

## Varia
Hesoun ist verheiratet und hat einen Sohn. Des Weiteren ist er der Neffe des ehemaligen österreichischen Bundesministers Josef Hesoun.
Ab 2008 war Hesoun der Vizepräsident der Landesgruppe Wien der Industriellenvereinigung, seit September 2012 ist er Präsident dieser. 
Vom 11. bis 14. Juni 2015 nahm Wolfgang Hesoun an der 63. Bilderberg-Konferenz in Telfs-Buchen, Österreich teil.
Neben seinem Engagement in der Wirtschaft setzt sich Hesoun auch für soziale und gesellschaftliche Themen ein. So ist er im Vorstand des Vereins Wirtschaft und Integration, fördert als Vizepräsident der Gesellschaft der Freunde von Ephesos die archäologische Forschung in Ephesos, und seit 2013 ist er 'Rotkreuz-Ambassador'.

## Auszeichnungen
- 2009: Großes Silbernes Ehrenzeichen für Verdienste um die Republik Österreich[12]
- 2022: Goldenes Komturkreuz des Ehrenzeichens für Verdienste um das Bundesland Niederösterreich
- 2024: Großes Silbernes Ehrenzeichen für Verdienste um das Land Wien[13][14]